# نيك بورغن
نيك بورغن (بالنرويجية البوكمول: Nick Borgen)‏ هو ملحن ومغني نرويجي، ولد في 5 يناير 1952 في Andenes ‏ في النرويج.

## وصلات خارجية
- نيك بورغن على موقع IMDb (الإنجليزية)
- نيك بورغن على موقع ميوزك برينز (الإنجليزية)
- نيك بورغن على موقع أول ميوزيك (الإنجليزية)
- نيك بورغن على موقع ديسكوغز (الإنجليزية)